# Кубок Бельгії з футболу 2023—2024
Кубок Бельгії з футболу 2023—2024 (нід. Beker van België) — 69-й розіграш кубкового футбольного турніру в Бельгії. Титул захищав «Антверпен» поступився у фіналі «Юніон Сент-Жилуаз», який здобув Кубок втрете.

## Календар
| Раунд            | Дата                         | Матчі | Клуби     |
| ---------------- | ---------------------------- | ----- | --------- |
| Попередній раунд | 29–31 липня 2023             | 102   | 356 → 254 |
| Перший раунд     | 5–6 серпня 2023              | 82    | 254 → 172 |
| Другий раунд     | 11–13 серпня 2023            | 66    | 172 → 108 |
| Третій раунд     | 18–20 серпня 2023            | 40    | 108 → 68  |
| Четвертий раунд  | 25–27 серпня 2023            | 20    | 68 → 48   |
| П'ятий раунд     | 8–10 вересня 2023            | 16    | 48 → 32   |
| 1/16 фіналу      | 31 жовтня — 1 листопада 2023 | 16    | 32 → 16   |
| 1/8 фіналу       | 5–7 грудня 2023              | 8     | 16 → 8    |
| 1/4 фіналу       | 16–25 січня 2024             | 4     | 8 → 4     |
| 1/2 фіналу       | 6–27 лютого 2024             | 4     | 4 → 2     |
| Фінал            | 9 травня 2024                | 1     | 2 → 1     |

## Регламент
Згідно з регламентом, у перших п'яти раундах беруть участь клуби нижчих дивізіонів чемпіонату Бельгії. Клуби провідного дивізіону стартують у шостому раунді з 1/16 фіналу.

## 1/16 фіналу
| Команда 1                   | Рахунок      | Команда 2              |
| --------------------------- | ------------ | ---------------------- |
| 31 жовтня 2023              |              |                        |
| Ейпен                       | 0:2          | Остенде (2)            |
| Кнокке (3)                  | 1:1 пен. 5:4 | Мехелен                |
| Серкль (Брюгге)             | 2:2 пен. 3:4 | Зюлте-Варегем (2)      |
| РААЛ (Ла-Лув'єр) (3)        | 0:1          | Андерлехт              |
| Тес Спорт (3)               | 0:3          | Шарлеруа               |
| Сінт-Трейден                | 3:0 дч       | Франч Боренс (2)       |
| 1 листопада 2023            |              |                        |
| Уніон Сент-Жілуаз           | 2:1          | Мо (4)                 |
| Лірс Кемпезонен (2)         | 1:4          | Антверпен              |
| Візе (3)                    | 0:4          | Генк                   |
| Ауд-Геверле Левен           | 5:0          | Елене-Гротенберг (5)   |
| Дендер (2)                  | 1:1 пен. 3:4 | Кортрейк               |
| Патро Ейсден Масмехелен (2) | 1:3          | Гент                   |
| РВДМ 47                     | 1:0          | Олімпік (Шарлеруа) (3) |
| Беверен (2)                 | 3:1          | Вестерло               |
| Стандард (Льєж)             | 5:0          | Харелбеке (4)          |
| Беєрсхот (2)                | 0:6          | Брюгге                 |

## 1/8 фіналу
| Команда 1     | Рахунок      | Команда 2         |
| ------------- | ------------ | ----------------- |
| 5 грудня 2023 |              |                   |
| Кортрейк      | 0:1          | РВДМ 47           |
| 6 грудня 2023 |              |                   |
| Остенде (2)   | 3:1 дч       | Генк              |
| Кнокке (3)    | 1:1 пен. 2:4 | Ауд-Геверле Левен |
| Брюгге        | 4:0          | Зюлте-Варегем (2) |
| Антверпен     | 5:2          | Шарлеруа          |
| Сінт-Трейден  | 0:1          | Гент              |
| 7 грудня 2023 |              |                   |
| Беверен (2)   | 0:2          | Уніон Сент-Жілуаз |
| Андерлехт     | 2:0          | Стандард (Льєж)   |

## 1/4 фіналу
| Команда 1         | Рахунок | Команда 2 |
| ----------------- | ------- | --------- |
| 16 січня 2024     |         |           |
| Гент              | 0:1     | Брюгге    |
| 17 січня 2024     |         |           |
| Остенде (2)       | 2:0     | РВДМ 47   |
| 24 січня 2024     |         |           |
| Ауд-Геверле Левен | 2:3     | Антверпен |
| 25 січня 2024     |         |           |
| Уніон Сент-Жілуаз | 2:1     | Андерлехт |

## 1/2 фіналу
| Команда 1          | Заг. | Команда 2         | 1-й матч | 2-й матч |
| ------------------ | ---- | ----------------- | -------- | -------- |
| 7 — 28 лютого 2024 |      |                   |          |          |
| Брюгге             | 2:3  | Уніон Сент-Жілуаз | 2:1      | 0:2      |
| 8 — 29 лютого 2024 |      |                   |          |          |
| Остенде (2)        | 1:4  | Антверпен         | 1:1      | 0:3      |

## Фінал
| 9 травня 2024 15:30 |

| Юніон        | 1–0 | Антверпен |
| ------------ | --- | --------- |
| Матіда 45+1' |     |           |

| «Стадіон короля Бодуена», Брюссель Глядачів: 47 000 Арбітр: Ерік Ламбрехтс |